# 刘惠 (1968年)
刘惠（1968年10月—），女，河北黄骅人，汉族，中国共产党党员。中华人民共和国政治人物。曾任中共天津市津南区委书记、区长，现任天津市政协副主席、党组成员，中共天津市武清区委书记。